# Arnannguit
Arnannguit [ɑˈnːaŋːuit] (nach alter Rechtschreibung Arnánguit, auch Annannguit) ist eine grönländische Schäfersiedlung im Distrikt Narsaq in der Kommune Kujalleq.

## Lage
Arnannguit ist eine der zahlreichen Schäfersiedlungen um das Ende des Tunulliarfik herum. Sie liegt am Ostufer 4,1 Kilometer nordwestlich von Kiattuut und 5,5 km südlich von Qinngua Kangilleq. Bis zum nächsten Ort Narsarsuaq sind es 6,2 km nach Südsüdost und Qassiarsuk liegt 6,0 km im Südsüdwesten.

## Bevölkerungsentwicklung
1977 und 1978 war Arnannguit unbewohnt. Seither bewegt sich die Einwohnerzahl zwischen einer und sechs Personen, wobei die Siedlung von 1988 bis 1990 ein weiteres Mal unbewohnt war. Einwohnerzahlen der Schäfersiedlungen sind letztmals für 2013 bekannt. Arnannguit wird statistisch unter „Farmen bei Qassiarsuk“ geführt.